# إدموند هاريسون
إدموند هاريسون (بالإنجليزية: Edmund Harrison)‏ هو سياسي أمريكي، ولد في 1764، وتوفي في 1823.